# Dentaal

Dentaal

Dentaal (Lat.: dens, dentes; tand, tanden), dentale medeklinker of tandklank is in de fonetiek de naam voor een klank, gevormd door de tong met de bovenste tanden (Lat. dens -dentis) contact te laten houden. Afhankelijk van de druk waarmee dit wordt gedaan en van de bijkomende kromming van de tong en van de mate van doorlaten van lucht, zal de geproduceerde klank dan gaan van een zachte /d/ over /dh/, /r/, /s/ naar /t/.

## Tandklanken in verschillende talen
Zuivere of apicale tandklanken komen voor in vele talen. Zo zijn er in het Albanees twee laterale approximanten (l-klanken): één apicale alveolaar en één apicale tandklank. Hier wordt de apicale tandklank echter uitgesproken met teruggetrokken achterkant van de tong - in vaktaal: ze wordt gevelariseerd.
Het Sanskriet, het Hindi en alle andere Indo-Arische talen beschikken over een heel stel dentale plofklanken, die fonematisch gezien voorkomen als stemhebbend en stemloos, en met of zonder aanblazing (aspiratie). De nasale plofklank /n/ bestaat ook in deze talen, maar is nogal alveolair en apicaal qua uitspraak. De betreffende coronale stops lijken in de Indische talen sterk op diegene die in het Spaans voorkomen (apicodentale stops), maar verschillen van die in het Frans (laminoalveolaire stops) en zijn duidelijk te onderscheiden van die in het Engels (apicoalveolaire stops). Voor een Indische spreker klinken de alveolaire /t/ en /d/ van het Engels meer zoals de overeenstemmende retroflexe medeklinkers in zijn eigen taal, dan als de tandklanken zelf.
Het Spaans en Italiaans bevatten een reeks dentale stops: apicodentale stops komen voor als allofonen van respectievelijk /t/, /d/ en /n/. Opgemerkt dient te worden dat, terwijl /t/ en /d/ algemeen ervaren worden als apicodentale stops, de Spaanse /n/ over het algemeen ervaren wordt als een apicoalveolaire stop (zoals in het Engels), maar tegelijkertijd de apicodentale plaats van uitspraak aanneemt wanneer ze voor zo'n medeklinker staat. De Spaanse alveolaire lateraal /l/ ondergaat hetzelfde verschijnsel.

## De tandklanken in het IPA
| IPA  | Beschrijving                                                                    | Voorbeeld   | Voorbeeld | Voorbeeld       | Voorbeeld |
| IPA  | Beschrijving                                                                    | Taal        | Spelling  | IPA             | Betekenis |
| ---- | ------------------------------------------------------------------------------- | ----------- | --------- | --------------- | --------- |
| [n̪]  | dentale nasaal                                                                  | Spaans      | onda      | [o[n̪][d̪a]]      | golf      |
| [t̪]  | stemloze dentale plosief                                                        | Spaans      | t[oro]    | [[t̪][oɾo]]      | stier     |
| [d̪]  | stemhebbende dentale plosief                                                    | Spaans      | donde     | [[d̪][on̪][d̪][e]] | waar      |
| [s̪]  | stemloze dentale sibilante fricatief                                            | Pools       | kosa      | [ko[s̪][a]]      | zeis      |
| [z̪]  | stemhebbende dentale sibilante fricatief                                        | Pools       | koza      | [ko[z̪][a]]      | geit      |
| [θ]  | stemloze dentale niet-sibilante fricatief (ook vaak “interdentaal” genoemd)     | Engels      | thing     | [[θ][ɪŋ]]       | ding      |
| [ð]  | stemhebbende dentale niet-sibilante fricatief (ook vaak “interdentaal” genoemd) | Engels      | this      | [[ð][ɪs]]       | dit       |
| [ð̞]  | dentale approximant                                                             | Spaans      | codo      | [ko[ð̞][o]]      | elleboog  |
| [ɫ̪]  | dentale laterale approximant                                                    | Albanees    | halla     | [ha[ɫ̪][a]]      | oksel     |
| [ɾ]  | dentale flap                                                                    | Spaans      | pero      | [pe[ɾ][o]]      | maar      |
| [r̪]  | dentale tril                                                                    | Marshallees | Ebadon    | [ebɑ[r̪][on̪]]    | Ebadon    |
| [t‘] | dentale ejectieve plosief                                                       | Tigrinya    |           |                 |           |
| [s'] | dentale ejectieve fricatief                                                     | Tigrinya    | ጽቡቕ       | [s'[ǝbbuxx']]   | goed      |
| [ɗ̪]  | stemhebbende dentale injectief                                                  |             |           |                 |           |
| [ǀ]  | dentale klik                                                                    | Xhosa       | ukúcola   | [uk’úk[ǀ][ola]] | fijnmalen |

Soorten medeklinkers: nasaal · bilabiaal · labiaal · dentaal · labiodentaal · alveolaar · palataal · retroflex · velaar · laryngaal · gutturaal
Deze pagina bevat fonetische informatie in het IPA, die in sommige browsers mogelijk niet correct wordt weergegeven.
Waar symbolen in paren voorkomen, vertegenwoordigt het rechter teken een stemhebbende medeklinker. Gearceerde gebieden bevatten medeklinkers die worden beschouwd als onuitspreekbaar.
Zie ook: IPA, Klinkers